# Leopoldo Manillius Wagner
Leopoldo Manillius Wagner GCMAI (Lisboa, c. 1850/1857 - Lisboa, c. 1915/27 de Fevereiro de 1924) foi um industrial de licores e mestre destilador português.

## Biografia
Era filho do Professor do Conservatório Real de Lisboa Ernesto Vítor Wagner, Alemão, parente do grande Mestre Richard Wagner, e de sua mulher Leopoldina Carolina Neuparth, Judia Asquenaze Alemã.
Fez o curso do Instituto Industrial e Comercial de Lisboa, com boas classificações. Depois, atingida a maioridade, optou pela Cidadania Portuguesa, assentando Praça, como Soldado, na Guarnição Militar de Viana do Castelo. Ingressou, mais tarde, como Contabilista, na Real Companhia Vinícola do Norte de Portugal, no Porto, onde, devido às suas excepcionais qualidades de trabalho e de inteligência, depressa ascendeu a Director-Gerente.
Em 1882, fixou-se em Lisboa, onde fundou a Fábrica Âncora, que geriu até à data da sua morte, tendo-lhe sucedido seu filho mais novo, Vítor Manuel Basto Wagner, em colaboração com seu genro, João António Ribeiro, e, depois deste, seu neto materno, António Augusto Wagner Ribeiro. Para se especializar na indústria que criou em Portugal, teve que ir várias vezes ao estrangeiro, para estudar e contactar com as indústrias similares da França, Itália, etc. Frequentou cursos de especialização e tornou-se um dos melhores mestres de destilação de licores do Mundo. Conhecia profundamente a técnica do licor, a tal ponto que as fórmulas-base, por ele criadas, ainda vigoravam e se mantinham inalteravelmente pelo menos em meados do século XX.
Foi distinto poliglota, conhecendo profundamente várias línguas Latinas e Eslavas e era grande apaixonado da Música.
Foi agraciado com o grau de Grã-Cruz da Ordem Civil do Mérito Agrícola e Industrial Classe Industrial e, a 9 de Dezembro de 1901 (Arquivo Nacional da Torre do Tombo, Mordomia da Casa Real, Livro 21, Fólio 111), sendo Director da Fábrica de aguardentes, licores e xaropes, denominada "Fábrica Âncora", foi nomeado Fornecedor da Casa Real, podendo colocar as Armas Reais na frontaria do seu estabelecimento.

## Casamento e descendência
Casou em Lisboa, Ajuda, a 23 de Agosto de 1883 com Virgínia de Oliveira Basto (Lisboa, Santa Isabel, Rua de São João dos Bem Casados, 9 de Fevereiro de 1859 - Lisboa, Coração de Jesus, Rua Alexandre Herculano, 111 - 3.º, 27 de Junho de 1939), também grande apaixonada da Música, da qual teve uma filha e dois filhos:
- Olinda Basto Wagner (Porto, Cedofeita, 16 de Junho de 1884 - c. 1954),[6] casada com João António Ribeiro (Macedo de Cavaleiros, Macedo de Cavaleiros, 1870 - Lisboa, Coração de Jesus, Rua Alexandre Herculano, 57 - 3.º, 24 de Setembro de 1945),[7] que viveu em São Tomé, São Tomé e Príncipe, onde trabalhou na Casa Morais, da qual também foi Sócio, e na Companhia Agrícola das Neves, da qual foi Director, e em Portugal fez parte da Direcção da Fábrica de Licores Âncora, da qual foi Proprietário, do qual teve um filho:
  - António Augusto Wagner Ribeiro (Lisboa, São Mamede, 5 de Maio de 1916 - c. 1981), Proprietário e Director da Fábrica de Licores Âncora,[8] casado c. 1940 com Maria Carolina Pereira de Amorim da Silveira Meneses Gouveia (c. 1921 - c. 1991),[9] sem geração, e que teve uma filha bastarda de Maria Albina de Oliveira Alves (Macedo de Cavaleiros, Peredo, c. 1925 - c. 1995),[10] filha de António dos Santos Alves (c. 1895 - c. 1960)[11] e de sua mulher Maria das Neves de Oliveira (c. 1900 - c. 1970)[12]:
    - Virgínia de Oliveira Alves Ribeiro (Lisboa, Santa Isabel, 9 de Novembro de 1943), perfilhada pelo pai a 11 de Dezembro de 1950 (Registo N.º 35 do Liv.º 25 da 5.ª Conservatória do Registo Civil de Lisboa) e, a 31 de Janeiro de 1953 (por Despacho do Juiz António Fernando Barbosa Sottomayor) autorizada a usar o apelido Ribeiro, solteira e sem geração[13]
- Mário Basto Wagner (Porto, Cedofeita, 12 de Outubro de 1885 - 1935), solteiro e sem geração[14]
- Vítor Manuel Basto Wagner (Lisboa, Alcântara, 25 de Junho de 1887 - Lisboa, São Sebastião da Pedreira, Picoas, Rua Tomás Ribeiro, 109 - 2.º Drt.º, 31 de Dezembro de 1955), Comerciante, que integrou a Direcção da Fábrica de Licores Âncora,[15] casado com Maria Inácia Lopes Granho (c. 1892 - c. 1962),[16] sem geração